# هایدگر و استعلا
هایدگر و استعلا: شرحی بر تفسیر هایدگر از کانت کتابی از بیژن عبدالکریمی است که به شرح تفسیر مارتین هایدگر از اندیشه ایمانوئل کانت می‌پردازد. این کتاب در واقع رساله دکتری عبدالکریمی در دانشگاه اسلامی علیگر است.

## نقد و بررسی
جلسه نقد و بررسی این کتاب در بهار ۱۳۸۳ در مرکز فرهنگی شهر کتاب با حضور سیاوش جمادی، محمد ضیمران، رضا سلیمان‌حشمت و بیژن عبدالکریمی برگزار شد.
نشست دیگری نیز با موضوع نقد این کتاب در ۶ دی ۱۳۸۵ در دانشگاه آزاد اسلامی تهران شمال برگزار شد.

## حواشی
در صحنه‌ای از فیلم رستگاری در هشت و بیست دقیقه، فؤاد (با بازی شهاب حسینی) که به اقدامات خودسرانه و خشونت‌آمیز برای اصلاح جامعه اعتقاد دارد، در حال مطالعه کتاب هایدگر و استعلا است. عبدالکریمی با انتشار مقاله‌ای در نشریه مدرسه، به سیروس الوند اعتراض کرد.